# Chrysso spiniventris
Chrysso spiniventris är en spindelart som först beskrevs av O. Pickard-Cambridge 1869.  Chrysso spiniventris ingår i släktet Chrysso och familjen klotspindlar. Inga underarter finns listade i Catalogue of Life.